# Judita ubija Holoferna (Artemisia Gentileschi)
Judita ubija Holoferna (talijanski: Giuditta che decapita Oloferne ) je najpoznatije ulje na platnu prve značajne europske slikarice, Artemisie Gentileschi. 
Ova slika prikazuje temu iz Knjige o Juditi iz Starog zavjeta. U njoj se opisuje kako je asirski kralj Nabukodonosor II. poslao svog generala Holoferna da opustoši Judeju. Židovska udovica Judita, čista i plemenita srca, jako pobožna i bogobojazna, pretvarala se da je dezerter i otišla u njegov šator da ga zavede. Ona ga je opila do besvijesti, a potom mu njegovim mačem odsjekla glavu. S njegovom glavom u torbi, Judita je pobjegla natrag. Nakon što su Židovi izložili Holofernovu glavu s gradskih zidina, Asirci su se u strahu razbježali. Iako su ovu temu naslikali brojni slavni slikari prije nje, Boticelli, Giorgione, Titian, Rembrandt, Peter Paul Rubens i osobito Caravaggio; nitko poput nje nije uspio prikazati dramatičnije i nasilnije. Naime, Artemisia je prikazala baš trenutak u kojemu Judita zasijeca Holofernov vrat, a nasilje je vješto pojačano dramatičnom tenebrističkom (ekstremni kjaroskuro) obradom svjetla i sjene i energičnim vijugavim naborima draperija.
Artemisia nije bila cijenjena u svoje vrijeme, ali se danas smatra jednom od najznačajnijih figura talijanskog baroka. U sedamnaestoj godini silovao ju je njezin učitelj slikanja, Agostino Tassi. Nakon toga, čekalo ju je dugo suđenje u kojem se morala dokazati kao djevica. O ovom dramatičnom suđenju u kojem je Artemisia ponižena postoji dokumentacija i danas, te se često uzima kao simbol nasilja koje su žene morale podnositi stoljećima. Kako bi dokazala nevinost i sačuvala “čast”, udala se za porodičnog prijatelja. Nakon godinu dana se razvela i potpuno posvetila slikarstvu. Danas se njezini radovi smatraju jednima od najnaprednijih njezine generacije. U svom radu Artemisia je prebacila svoja iskustva na platno. Slikala je uglavnom biblijske junakinje u kojim možemo prepoznati njezine autoportrete. Tako je naslikala i ovo djelo, naslikano dva mjeseca poslije završetka suđenja. Za razliku od one prave biblijske priče, njezina Judita ima izraz gnjeva i odlučnosti dok ubija neprijateljskog vođu. Upravo to prikazuje njezinu želju da ubije silovatelja.
Artemisia prikazuje dvije jake mlade žene koje rade u skladu, rukavi su im zavrnuti, njihovi su pogledi usmjereni. Dok Caravaggio Juditu graciozno povlači iz svog odvratnog zadatka, Artemisina Judita ne odustaje i aktivan je sudionik u ovom užasnom činu koji se stavlja u prvi plan zanemarujući ukrase u pozadini Caravaggiove slike. Ona se naslanja na krevet dok pritišće Holofernovu glavu dolje s jedne strane i povlači veliki mač kroz njegov vrat s druge strane. Bore na zapešćima jasno pokazuju fizičku snagu. Holoferno se bori uzalud, dok je njegova veličina i snaga u kontrastu sa sitnom i mladom sluškinjom. Najupečatljiviji je, međutim, prikaz krvi. Umjetnica poseban naglasak stavlja na realističnu krv koja se prosipa po postelji (još jedna aluzija na silovanje djevice).
Postoje dvije verzije ove slike od kojih se jedna danas nalazi u galeriji Uffizi u Firenci, a druga u Museo Nazionale di Capodimonte u Napulju
Artemisia je godinu dana ranije naslikala još jednu sliku s ovom tematikom, Judita i njezina sluškinja, na kojoj Judita nosi nož dok njezina sluškinja nosi košaru s odrubljenom glavom. Ova slika je izložena u Palači Pitti u Firenci.

## Poveznice
- Judita odrubljuje glavu Holofernu (Caravaggio)
- Barokno slikarstvo

## Vanjske poveznice
- Slika na službenim stranicama Galerije Uffizi  Arhivirana inačica izvorne stranice od 8. kolovoza 2016. (Wayback Machine) (engl.)